# دانييل كامبورا
دانييل كامبورا Daniel Hugo Cámpora (ولد في 30 يونيو 1957) لاعب شطرنج أرجنتيني يحمل لقب أستاذ كبير.
- فاز ببطولة الأرجنتين للشطرنج مرتين عام 1986 و1989. وجاء ثانياً عام 1978 و1987.
- فاز ببطولة الأرجنتين للشباب عام 1975.
- فاز بالمركز الثاني في دورة بوغوتا عام 1980، التي فاز بها خوسيه أنتونيو غوتيريز.
- نال لقب أستاذ دولي عام 1982.
- نال لقب أستاذ كبير عام 1986.

## وصلات خارجية
- دانييل كامبورا على موقع الاتحاد الدولي للشطرنج (الإنجليزية)
- دانييل كامبورا على موقع مباريات الشطرنج (الإنجليزية)
- دانييل كامبورا على موقع 365Chess.com (الإنجليزية)
- دانييل كامبورا على موقع Chesstempo.com (الإنجليزية)
- دانييل كامبورا سجل أولمبياد الشطرنج على موقع OlimpBase.org (الإنجليزية)